# Lac de l'Eau d'Heure
Lac de l'Eau d'Heure är en sjö i Belgien.   Den ligger i provinsen Namur och regionen Vallonien, i den södra delen av landet, 70 km söder om huvudstaden Bryssel. Lac de l'Eau d'Heure ligger 204 meter över havet. Arean är 6,2 kvadratkilometer. Den sträcker sig 3,5 kilometer i nord-sydlig riktning, och 2,2 kilometer i öst-västlig riktning.
Följande samhällen ligger vid Lac de l'Eau d'Heure:
- Cerfontaine (4 500 invånare)

Omgivningarna runt Lac de l'Eau d'Heure är en mosaik av jordbruksmark och naturlig växtlighet. Runt Lac de l'Eau d'Heure är det ganska tätbefolkat, med 56 invånare per kvadratkilometer.